# Kento Yumiya
Kento Yumiya (jap. 弓矢健人 Yumiya Kento; ur. 23 lipca 2003) – japoński zapaśnik walczący w stylu wolnym.
Złoty medalista mistrzostw Azji w 2024. Trzeci na mistrzostwach Azji kadetów w 2018 roku.